# Спортен автомобил
 Тази статия е за класа шосейни автомобили.  За категорията специализирани автомобили вижте Състезателен автомобил.  
Спортният автомобил е лек автомобил с малки размери и олекотена конструкция, предназначен за спортно каране по общата пътна мрежа. В антимонополната практика на Европейската комисия тези автомобили са определяни като пазарен сегмент S.
Типичните спортни автомобили имат задно предаване, две седалки, две врати и са разработени така, че да предлагат превъзходна управляемост, ускорение, ниска маса и висока мощност, а характеристики като вътрешно пространство, комфорт и горивна икономичност често остават на заден план. Спортните автомобили могат да имат както луксозно, така и „спартанско“ обзавеждане, но основната им привлекателност се корени във високите им технически показатели.
Производителите на спортни коли обикновено имат марка с всеизвестна висока репутация и често множество състезателни успехи (напр. Ferrari, Team Lotus, Porsche) като доказателство за техните качества, но това не е строго задължително. Lamborghini например не произвежда състезателни автомобили, но има висока репутация сред производителите на спортни автомобили.